# Mesečeve mene
Mesečeve mene su posledica revolucije Meseca oko planete Zemlje. Ovo kretanje se može pratiti svakim danom i pritom primetiti da Mesec se na nebu pomera od zapada ka istoku (ne računajući prividno kretanje neba) i to u približno istom pojasu kao i Sunce i planete i svakim danom se izlazi i zalazi kasnije. Ovo kretanje Meseca menja i međusobni odnos položaja Sunca, Zemlje i Meseca.

## Objašnjenje pojave
Kad se Mesec na svojoj putanji nađe u blizini Sunca, mi ga više ne vidimo i kažemo da je tada mlad mesec, mladina ili mlađak (novi mesec) i moguće ga je videti sledećih večeri po zalasku Sunca na zapadnom delu neba, kao tanki srp na nebu (broj 1 i broj 2 na ilustracijama).
U sledećih sedam dana Mesec postupno dolazi u položaj u kojem ga u odnosu na Sunce vidimo pod pravim uglom i tada vidimo osvetljenu desnu polovinu, jer je tom stranom okrenut prema Suncu i to je tzv. prva četvrt (broj 3 na ilustracijama).
Posle toga, njegova se osvetljena strana povećava svakim danom dok se ne nađe na suprotnoj strani Sunca, 14,5 dana od mladog meseca (broj 4 na ilustraciji 1). Tada je potpuno osvetljena strana prema nama i tu pojavu nazivamo pun mesec ili uštap (broj 5 na ilustracijama). Tada mesec izlazi u trenutku kada Sunce zalazi, možemo ga videti celu noć, i potom zalazi pri izlasku Sunca
Zatim se osvetljena strana postupno smanjuje i pri tome se Mesec i dalje pomera prema istoku, tako da ga vidimo svaki dan da izlazi posle zalaska Sunca sve kasnije i kasnije. Kad se njegova faza smanji na polovinu onda je to faza koju nazivamo poslednja četvrt (broj 6 i 7 na ilustracijama). Tada Mesec izlazi u ponoć, i vidimo ga do izlaska Sunca, kada je visoko na nebu jer obrazuje prav ugao sa Suncem.
Mesec se potom ponovno prividno približava Suncu, sve je manje vidljiv, gubi se u odsjaju Sunca (broj 8 na ilustracijama) te se nakon 29,5 dana ponovno vraća u položaj gde započinje novi ciklus faza kao mlad mesec ili mladina.

## Praktična primena
Pomoću Mesečevih mena može se približno odrediti i pravac severa. Mesec u prvoj četvrti izlazi oko podne, a oko 18 sati je na jugu. Pun mesec ili uštap je uvijek nasuprot Suncu, izlazi na istoku odmah po zalasku Sunca, oko pola noći je na jugu a ujutro na zapadu. Zadnja četvrt pojavljuje se oko ponoći na istoku a oko 6 sati ujutro je na jugu.

## Mesečeve mene u religijama i narodnoj tradiciji
U starija vremena su ljudi mnogo više svete događaje (obrede, molitve...) vezali za mesečeve mene nego danas. Tako su u Brodu na Savi katolici 1767. godine imali mise kod oltara Svetog Franje u nedelju mladog meseca,  a u Beogradu je porodica Delfe Ivanić primala sveštenika u kuću svake nedelje posle mladoga petka, svakog meseca, da osveti vodicu i blagoslovi porodicu i dom. Mesečeve mene su u hrišćanstvu danas bitne još samo u određivanju datuma praznovanja Vaskrsa. Pavle Rovinski je zapisao da u Crnoj Gori ljudi vole da čitaju kalendare i zbog saznanja kada su mesečeve mene. Različitim fazama Meseca su pripisivali različite pojave. Kada je bio uštap nije trebalo soliti meso, spremati za zimu kupus i drugo povrće, jer će se pokvariti, brzo će se poderati rublje, ako se u to vreme obesi da se suši. Najpovoljnije za to je bila mlada nedelja, a naročito mladi petak, prvi nakon mene Meseca. Tada su deci, naročito devojčicama, šišali kosu, da bi bila gušća i lepša. Ako bi se video mlad Mesec, trebalo je poskočiti par puta, uhvativši se za uši ili udarati po novčaniku, ako u njemu ima novca, ili iščupati par travki i prebaciti ih preko sebe. Tada bi uzeli i dete, podigli bi ga u vis i cmoknu ga usnama kao da ga ljube. Ponegde bi se devojke, uhvativši se za uši, obrnule tri puta, poskakujući i izgovarajući: Ti si star, a ja mlada. Raspitivali su se kada je mena, ubeđeni da će se tada promeniti i vreme. Za Mesec su govorili da grije, umesto izraza u drugim srpskim zemljama, sjaji. Zato je ponekad dolazilo do nesporazuma u razgovoru Crnogorca i Srbina iz drugih mesta, npr. iz Dubrovnika. U Bibliji se pominju mladine (1.Sam.20:5,18,24, Kološanima 2:16,17). To je jevrejski mesečni praznik, mlad mesec. Mesečeve mene u Starom Zavetu nisu korištene kod Jevreja samo iz verskih razloga (mladine), nego su služile i kao vremenski orijentir u svakodnevnom životu. Tako u biblijskoj starozavetnoj knjizi Priče Solomonove (7,20) žena svom ljubavniku dokazuje da joj je muž otišao na dalji put i da se vraća tek kada bude pun Mesec.
U islamu je mlad mesec motiv na vrhu minareta i kupola džamija, kao i na zastavama mnogih muslimanskih država. Sava Kosanović je u svom putopisu o putovanju na Sinaj 1887, zapisao da je video Arape koji se klanjaju mladom mesecu i pozdravljaju ga. To bi uvek činili kada ga vide moleći ga da ih sačuva zdrave i srećne, njih i njihove porodice, kamile, koze i magarce.
Mlad mesec sa šestokrakom zvezdom je bio znak Ilirije. To pokazuje novac Avgusta Cezara kovan za Iliriju. Kod svih grana ilirskog, kasnije nazvanog slovenskog naroda, su se posebno poštovala ta nebeska znamenja. Mlada nedelja se kod pravoslavnih i katoličkih Slovena slavila, ali ne i kod drugih Slovena. I ugarski kraljevi su za svoj deo Ilirije (Hrvatska, Slavonija i Dalmacija) kovali novac sa mladim mesecom i zvezdom, starim ilirskim znamenjem. Paroh Ilija Kecmanović i dobrljinski pop Spasoje Nedimović su krajem 19. veka obnovili zapušteni izvor Svetinju u Pastirevu, kraj kojeg su se na svaku mladu nedelju skupljali pravoslavni vernici iz ovoga kraja. U crkvi Savinje služba se vrši u letnjem periodu svake mlade nedelje (u 8 časova).

## Literatura
- Цвекан, Пашкал (1984). Фрањевци у Броду. Славонски Брод.
- Аполонович Ровински, Павел (1998). Етнографија Црне Горе, том I. ЦИД - Подгорица.
- Аполонович Ровински, Павел (1998). Етнографија Црне Горе, том II. ЦИД - Подгорица.
- Косановић, Сава (2019). Крстом и пером, сабрани списи. Епархија будимљанско никшићка - Никшић и Институт за теолошка истраживања - Београд. ISBN 978-86-7405-217-4.

## Spoljašnje veze
- Katalog Mesečevih mena
- Mesečeve faze u virtuelnoj stvarnosti Архивирано на веб-сајту  (17. новембар 2015)
- Mesečeve mene (Mornarica SAD) Архивирано на веб-сајту  (23. јул 2013) / Kako Mesec izgleda danas (Mornarička opservatorija SAD) Архивирано на веб-сајту  (2. септембар 2011)
- Imena Mesečevih mena
- Trenutna faza Meseca
- Dužina lunarnog ciklusa (NIA)
- Kalkulator lunarnih faza za period 1600—2200. godine
- Kalendar Mesečevih faza
- Mesečeve mene, kalendar za izlaske i zalaske Meseca